# Castelsagrat
Castelsagrat, connu sous la Révolution sous le nom de Chêne-Vert et La Montagne-de-Traverse, est une commune française située dans le nord-ouest du département de Tarn-et-Garonne, en région Occitanie.
Sur le plan historique et culturel, la commune est dans le Quercy Blanc, correspondant à la partie méridionale du Quercy, devant son nom à ses calcaires lacustres du Tertiaire.
Exposée à un climat océanique altéré, elle est drainée par la Barguelonne, la Séoune, le ruisseau de Cabarieu, le ruisseau de Gasques et par divers autres petits cours d'eau. La commune possède un patrimoine naturel remarquable : un site Natura 2000 (les « cavités et coteaux associés en Quercy-Gascogne ») et une zone naturelle d'intérêt écologique, faunistique et floristique.
Castelsagrat est une commune rurale qui compte 540 habitants en 2022, après avoir connu un pic de population de 1 350 habitants en 1841. Ses habitants sont appelés les Castelsagratois ou  Castelsagratoises.

## Géographie

### Localisation
Commune située au nord-est de Valence.

### Communes limitrophes
Les communes limitrophes sont  Brassac, Gasques, Montesquieu, Montjoi, Perville, Saint-Clair, Saint-Nazaire-de-Valentane et Saint-Paul-d'Espis.
| Montjoi  | Brassac      | Saint-Nazaire-de-Valentane |
| Perville | Castelsagrat | Montesquieu                |
| Gasques  | Saint-Clair  | Saint-Paul-d'Espis         |

### Hydrographie

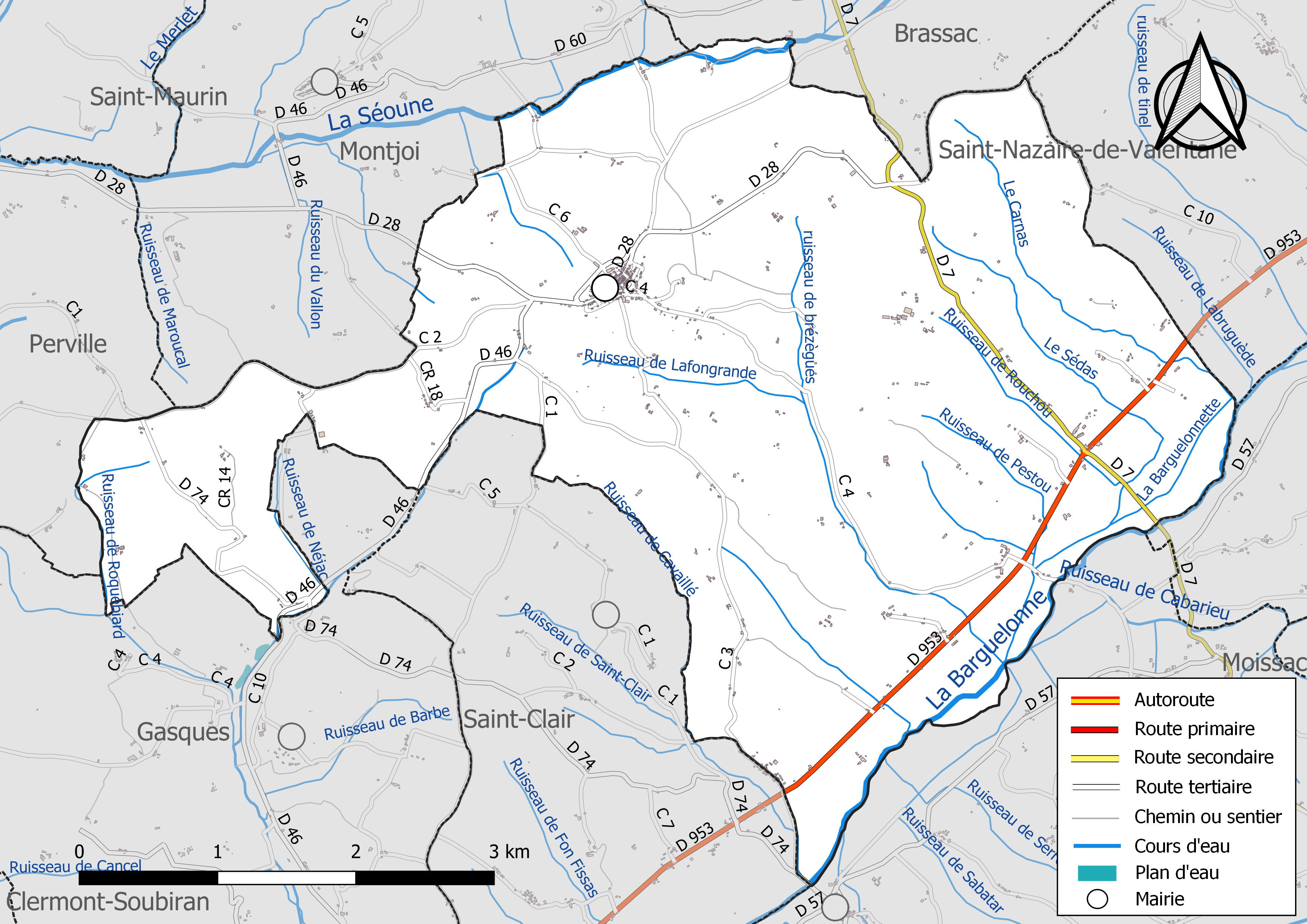
Réseaux hydrographique et routier de Castelsagrat.

La commune est dans le bassin versant de la Garonne, au sein du bassin hydrographique Adour-Garonne. Elle est drainée par la Barguelonne, la Séoune, le ruisseau de Cabarieu, le ruisseau de Gasques, la Barguelonnette, le Carnas, le Sédas, le ruisseau de brézègues, le ruisseau de Cavaillé, le ruisseau de Gaillouste, le ruisseau de Lafongrande, le ruisseau de la Goufie, le ruisseau de Néjac, le ruisseau de Pestou, et par divers petits cours d'eau, constituant un réseau hydrographique de 32 km de longueur totale,.
La Barguelonne, d'une longueur totale de 61,1 km, prend sa source dans la commune de Lhospitalet et s'écoule du nord-est au sud-ouest. Elle traverse la commune et se jette dans le canal de Golfech à Lamagistère, après avoir traversé 24 communes.
La Séoune, d'une longueur totale de 64,9 km, prend sa source dans la commune de Sauzet et s'écoule du nord-est au sud-ouest. Elle traverse la commune et se jette dans la Garonne à Sauveterre-Saint-Denis, après avoir traversé 24 communes.

### Climat
Pour des articles plus généraux, voir Climat de l'Occitanie et Climat de Tarn-et-Garonne.
En 2010, le climat de la commune est de type climat du Bassin du Sud-Ouest, selon une étude du Centre national de la recherche scientifique s'appuyant sur une série de données couvrant la période 1971-2000. En 2020, Météo-France publie une typologie des climats de la France métropolitaine dans laquelle la commune est exposée à un climat océanique altéré et est dans la région climatique Aquitaine, Gascogne, caractérisée par une pluviométrie abondante au printemps, modérée en automne, un faible ensoleillement au printemps, un été chaud (19,5 °C), des vents faibles, des brouillards fréquents en automne et en hiver et des orages fréquents en été (15 à 20 jours).
Pour la période 1971-2000, la température annuelle moyenne est de 13,2 °C, avec une amplitude thermique annuelle de 15,7 °C. Le cumul annuel moyen de précipitations est de 787 mm, avec 10,2 jours de précipitations en janvier et 6,4 jours en juillet. Pour la période 1991-2020, la température moyenne annuelle observée sur la station météorologique de Météo-France la plus proche, « Valence », sur la commune de Valence à 9 km à vol d'oiseau, est de 14,3 °C et le cumul annuel moyen de précipitations est de 747,3 mm. 
La température maximale relevée sur cette station est de 43 °C, atteinte le 12 août 2003 ; la température minimale est de −13,7 °C, atteinte le 9 février 2012,,.
Les paramètres climatiques de la commune ont été estimés pour le milieu du siècle (2041-2070) selon différents scénarios d'émission de gaz à effet de serre à partir des nouvelles projections climatiques de référence DRIAS-2020. Ils sont consultables sur un site dédié publié par Météo-France en novembre 2022.

### Milieux naturels et biodiversité

#### Réseau Natura 2000

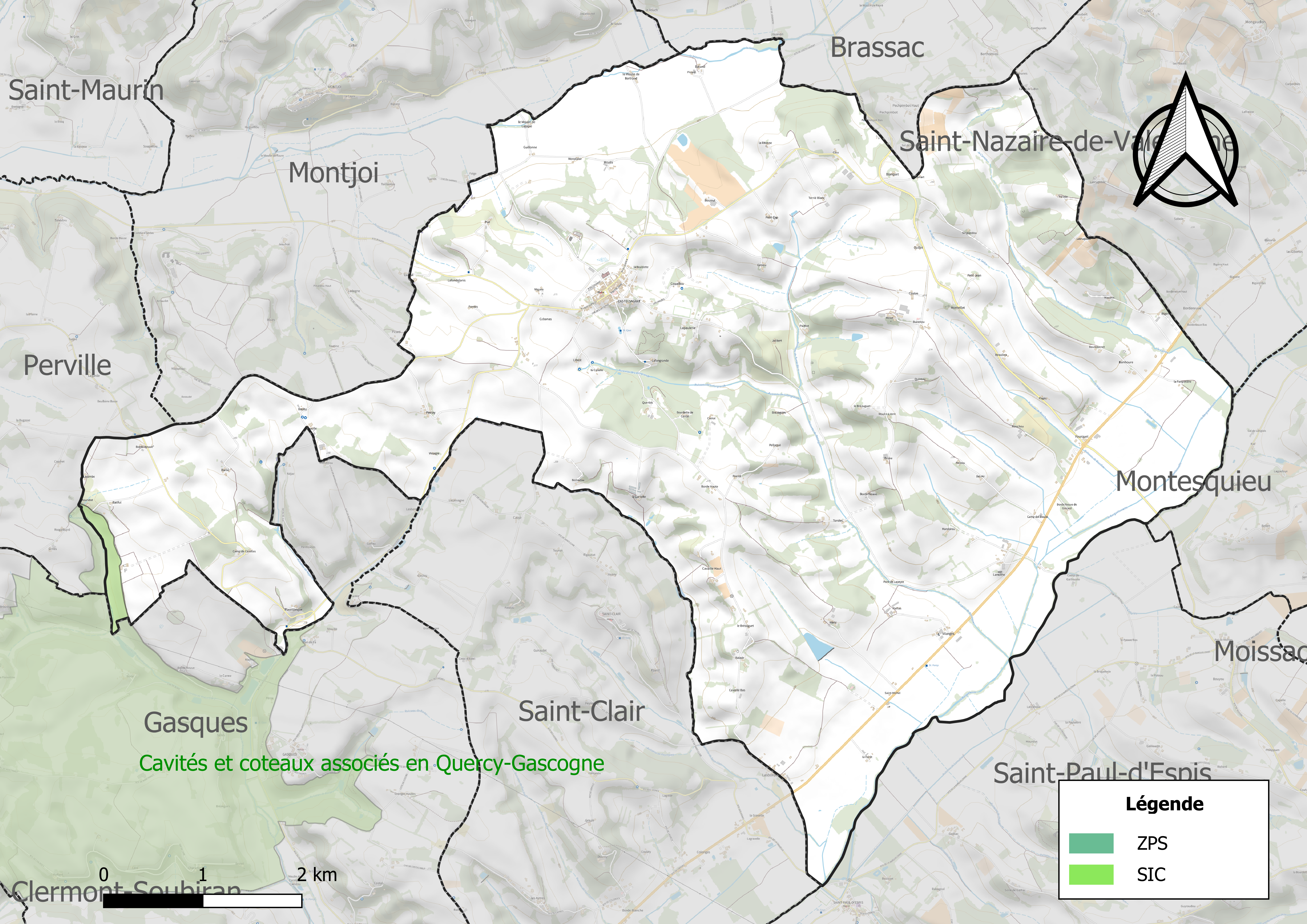
Site Natura 2000 sur le territoire communal.

Le réseau Natura 2000 est un réseau écologique européen de sites naturels d'intérêt écologique élaboré à partir des directives habitats et oiseaux, constitué de zones spéciales de conservation (ZSC) et de zones de protection spéciale (ZPS).
Un site Natura 2000 a été défini sur la commune au titre de la directive habitats : les « cavités et coteaux associés en Quercy-Gascogne », d'une superficie de 1 103 ha, un site hébergeant régulièrement huit espèces de chiroptères de l'annexe II. Il est fréquenté à toutes les saisons par les chauves-souris. En particulier, parmi ces espèces, le Minioptère de Schreibers et le complexe bispécifique Petit Murin/Grand Murin possèdent des effectifs remarquables en période de reproduction.

#### Zones naturelles d'intérêt écologique, faunistique et floristique

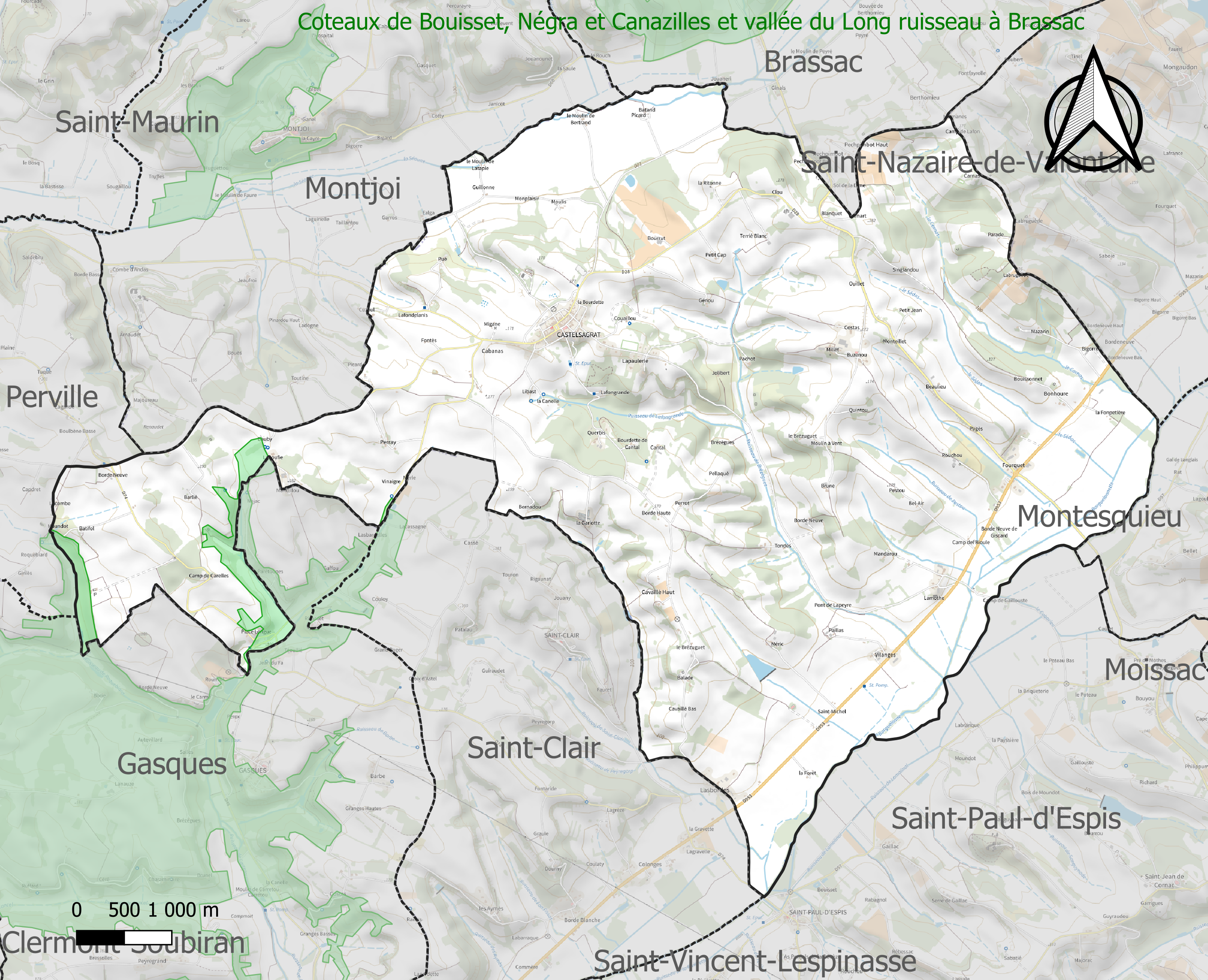
Carte de la ZNIEFF de type 1 localisée sur la commune.

L’inventaire des zones naturelles d'intérêt écologique, faunistique et floristique (ZNIEFF) a pour objectif de réaliser une couverture des zones les plus intéressantes sur le plan écologique, essentiellement dans la perspective d’améliorer la connaissance du patrimoine naturel national et de fournir aux différents décideurs un outil d’aide à la prise en compte de l’environnement dans l’aménagement du territoire.
Une ZNIEFF de type 1 est recensée sur la commune :
le « plateau de Gasques et vallons de Najac, Roquebiard et Carretou » (705 ha), couvrant 6 communes dont deux dans le Lot-et-Garonne et quatre dans le Tarn-et-Garonne.

## Urbanisme

### Typologie
Au 1er janvier 2024, Castelsagrat est catégorisée commune rurale à habitat très dispersé, selon la nouvelle grille communale de densité à sept niveaux définie par l'Insee en 2022.
Elle est située hors unité urbaine et hors attraction des villes,.

### Occupation des sols

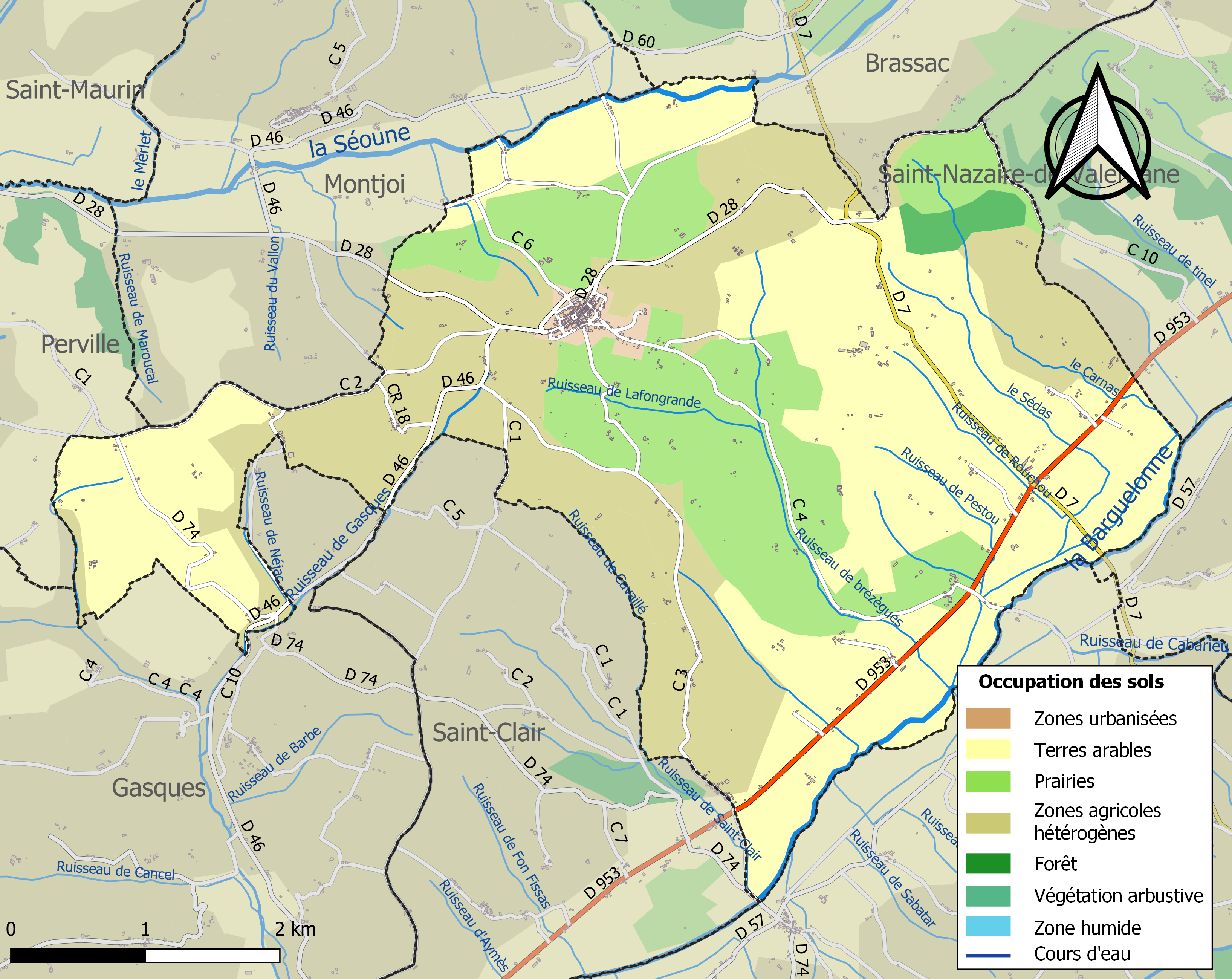
Carte des infrastructures et de l'occupation des sols de la commune en 2018 (CLC).

L'occupation des sols de la commune, telle qu'elle ressort de la base de données européenne d’occupation biophysique des sols Corine Land Cover (CLC), est marquée par l'importance des territoires agricoles (97,6 % en 2018), en diminution par rapport à 1990 (98,9 %). La répartition détaillée en 2018 est la suivante : 
terres arables (44,9 %), zones agricoles hétérogènes (30,1 %), prairies (22,5 %), zones urbanisées (1,3 %), forêts (1,1 %). L'évolution de l’occupation des sols de la commune et de ses infrastructures peut être observée sur les différentes représentations cartographiques du territoire : la carte de Cassini (XVIIIe siècle), la carte d'état-major (1820-1866) et les cartes ou photos aériennes de l'IGN pour la période actuelle (1950 à aujourd'hui).

### Risques majeurs
Le territoire de la commune de Castelsagrat est vulnérable à différents aléas naturels : météorologiques (tempête, orage, neige, grand froid, canicule ou sécheresse), inondations, mouvements de terrains et séisme (sismicité très faible). Il est également exposé à deux risques technologiques, le transport de matières dangereuses et le risque nucléaire. Un site publié par le BRGM permet d'évaluer simplement et rapidement les risques d'un bien localisé soit par son adresse soit par le numéro de sa parcelle.

#### Risques naturels
Certaines parties du territoire communal sont susceptibles d’être affectées par le risque d’inondation par débordement de cours d'eau, notamment la Barguelonne et la Séoune. La cartographie des zones inondables en ex-Midi-Pyrénées réalisée dans le cadre du XIe Contrat de plan État-région, visant à informer les citoyens et les décideurs sur le risque d’inondation, est accessible sur le site de la DREAL Occitanie. La commune a été reconnue en état de catastrophe naturelle au titre des dommages causés par les inondations et coulées de boue survenues en 1982, 1993, 1996, 1999, 2007, 2009, 2015 et 2018,.
Castelsagrat est exposée au risque de feu de forêt. Le département de Tarn-et-Garonne présentant toutefois globalement un niveau d’aléa moyen à faible très localisé, aucun Plan départemental de protection des forêts contre les risques d’incendie de forêt (PFCIF) n'a été élaboré. Le débroussaillement aux abords des maisons constitue l’une des meilleures protections pour les particuliers contre le feu,.

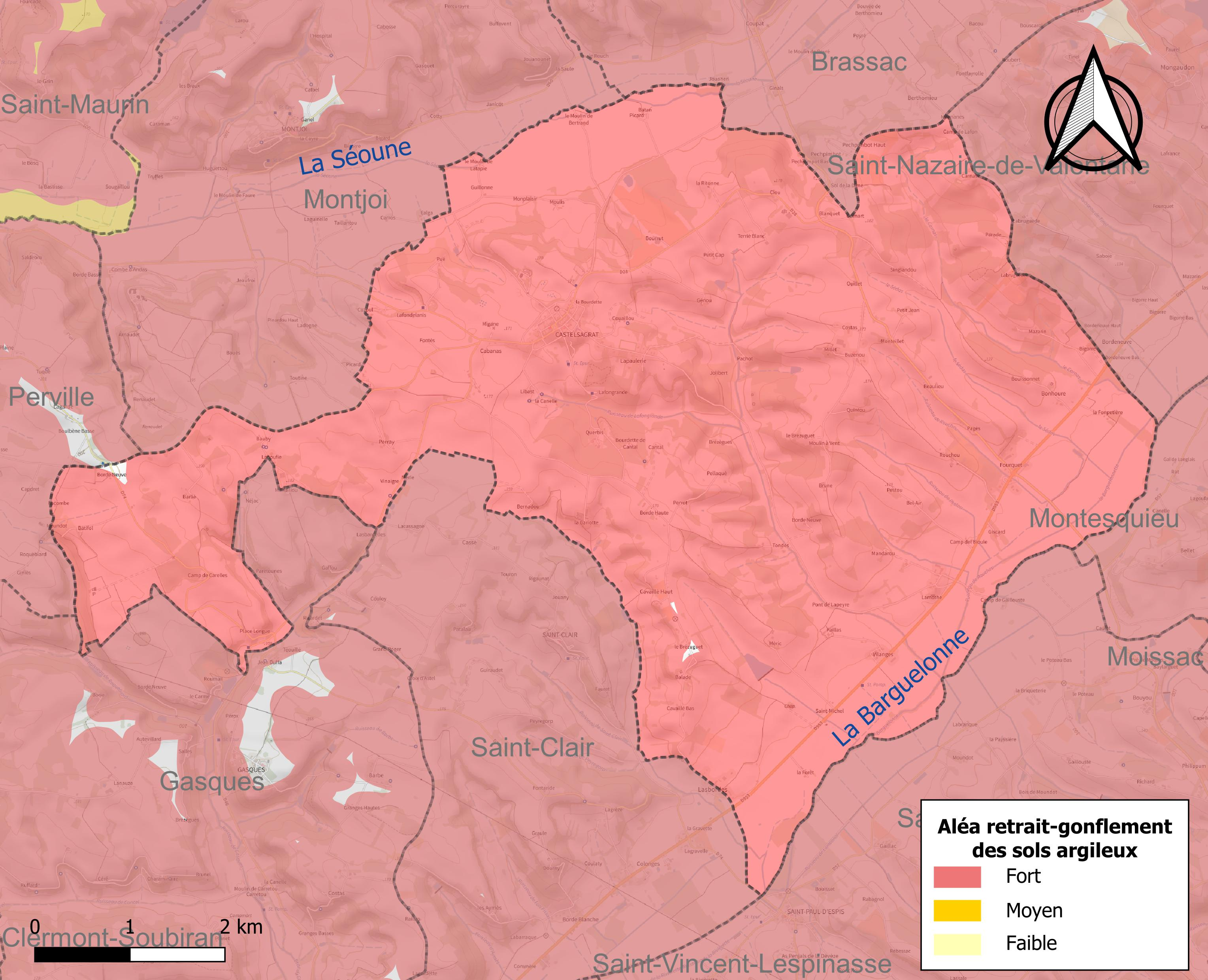
Carte des zones d'aléa retrait-gonflement des sols argileux de Castelsagrat.

Les mouvements de terrains susceptibles de se produire sur la commune sont des tassements différentiels.
Le retrait-gonflement des sols argileux est susceptible d'engendrer des dommages importants aux bâtiments en cas d’alternance de périodes de sécheresse et de pluie. 99,9 % de la superficie communale est en aléa moyen ou fort (92 % au niveau départemental et 48,5 % au niveau national). Sur les 340 bâtiments dénombrés sur la commune en 2019, 339 sont en aléa moyen ou fort, soit 100 %, à comparer aux 96 % au niveau départemental et 54 % au niveau national. Une cartographie de l'exposition du territoire national au retrait gonflement des sols argileux est disponible sur le site du BRGM,.
Par ailleurs, afin de mieux appréhender le risque d’affaissement de terrain, l'inventaire national des cavités souterraines permet de localiser celles situées sur la commune.
Concernant les mouvements de terrains, la commune a été reconnue en état de catastrophe naturelle au titre des dommages causés par la sécheresse en 1989, 1991, 2003, 2009, 2011, 2012 et 2015 et par des mouvements de terrain en 1999.

#### Risques technologiques
Le risque de transport de matières dangereuses sur la commune est lié à sa traversée par des infrastructures routières ou ferroviaires importantes ou la présence d'une canalisation de transport d'hydrocarbures. Un accident se produisant sur de telles infrastructures est susceptible d’avoir des effets graves sur les biens, les personnes ou l'environnement, selon la nature du matériau transporté. Des dispositions d’urbanisme peuvent être préconisées en conséquence.
En cas d’accident grave, certaines installations nucléaires sont susceptibles de rejeter dans l’atmosphère de l’iode radioactif. La commune étant située dans le périmètre de sûreté de 20 km autour de la centrale nucléaire de Golfech, elle est exposée au risque nucléaire. En cas d'accident nucléaire, une alerte est donnée par différents médias (sirène, sms, radio, véhicules). Dès l'alerte, les personnes habitant dans le périmètre de 2 km se mettent à l'abri. Les personnes habitant dans le périmètre de 20 km peuvent être amenées, sur ordre du préfet, à évacuer et ingérer des comprimés d'iode,,.

## Toponymie
Durant la Révolution, la commune porte les noms de Chêne-Vert et de La Montagne-de-Traverse.
Son nom signifie « château sacré » en occitan.
Ses habitants sont appelés les Castelsagratois.

## Politique et administration

### Liste des maires
| Période                                  | Période   | Identité          | Étiquette | Qualité  |
| ---------------------------------------- | --------- | ----------------- | --------- | -------- |
| 1971                                     | 1983      | Paul Brun         |           | Retraité |
| mars 2001                                | mars 2014 | André Braman      |           |          |
| mars 2014                                | En cours  | Francine Fillatre |           |          |
| Les données manquantes sont à compléter. |           |                   |           |          |

## Démographie
| 1793  | 1800  | 1806  | 1821  | 1831  | 1836  | 1841  | 1846  | 1851  |
| ----- | ----- | ----- | ----- | ----- | ----- | ----- | ----- | ----- |
| 1 173 | 1 150 | 1 235 | 1 164 | 1 328 | 1 311 | 1 350 | 1 340 | 1 341 |

| 1856  | 1861  | 1866  | 1872  | 1876  | 1881  | 1886  | 1891  | 1896  |
| ----- | ----- | ----- | ----- | ----- | ----- | ----- | ----- | ----- |
| 1 343 | 1 337 | 1 295 | 1 212 | 1 152 | 1 148 | 1 105 | 1 077 | 1 027 |

| 1901 | 1906 | 1911 | 1921 | 1926 | 1931 | 1936 | 1946 | 1954 |
| ---- | ---- | ---- | ---- | ---- | ---- | ---- | ---- | ---- |
| 977  | 937  | 913  | 839  | 815  | 821  | 886  | 734  | 764  |

| 1962 | 1968 | 1975 | 1982 | 1990 | 1999 | 2004 | 2006 | 2009 |
| ---- | ---- | ---- | ---- | ---- | ---- | ---- | ---- | ---- |
| 679  | 580  | 531  | 483  | 480  | 515  | 545  | 536  | 541  |

| 2014 | 2019 | 2022 | - | - | - | - | - | - |
| ---- | ---- | ---- | - | - | - | - | - | - |
| 568  | 542  | 540  | - | - | - | - | - | - |

## Économie

### Revenus
En 2018, la commune compte 237 ménages fiscaux, regroupant 541 personnes. La médiane du revenu disponible par unité de consommation est de 16 980 € (20 140 € dans le département).

### Emploi
|                | 2008  | 2013   | 2018   |
| -------------- | ----- | ------ | ------ |
| Commune        | 9,2 % | 10,8 % | 11,6 % |
| Département    | 8,4 % | 10,2 % | 10,3 % |
| France entière | 8,3 % | 10 %   | 10 %   |

En 2018, la population âgée de 15 à 64 ans s'élève à 345 personnes, parmi lesquelles on compte 74,8 % d'actifs (63,2 % ayant un emploi et 11,6 % de chômeurs) et 25,2 % d'inactifs,. Depuis 2008, le taux de chômage communal (au sens du recensement) des 15-64 ans est supérieur à celui de la France et du département.
La commune est hors attraction des villes,. Elle compte 100 emplois en 2018, contre 113 en 2013 et 123 en 2008. Le nombre d'actifs ayant un emploi résidant dans la commune est de 224, soit un indicateur de concentration d'emploi de 44,5 % et un taux d'activité parmi les 15 ans ou plus de 56 %.
Sur ces 224 actifs de 15 ans ou plus ayant un emploi, 68 travaillent dans la commune, soit 30 % des habitants. Pour se rendre au travail, 79,9 % des habitants utilisent un véhicule personnel ou de fonction à quatre roues, 2,3 % les transports en commun, 8,7 % s'y rendent en deux-roues, à vélo ou à pied et 9,1 % n'ont pas besoin de transport (travail au domicile).

### Activités hors agriculture

#### Secteurs d'activités
49 établissements sont implantés  à Castelsagrat au 31 décembre 2019. Le tableau ci-dessous en détaille le nombre par secteur d'activité et compare les ratios avec ceux du département,.
| Secteur d'activité                                                                                        | Commune | Commune | Département |
| Secteur d'activité                                                                                        | Nombre  | %       | %           |
| --- | ------- | ------- | ----------- |
| Ensemble                                                                                                  | 49      |         |             |
| Industrie manufacturière, industries extractives et autres                                                | 5       | 10,2 %  | (9,6 %)     |
| Construction                                                                                              | 8       | 16,3 %  | (14,9 %)    |
| Commerce de gros et de détail, transports, hébergement et restauration                                    | 15      | 30,6 %  | (29,7 %)    |
| Activités immobilières                                                                                    | 2       | 4,1 %   | (3,3 %)     |
| Activités spécialisées, scientifiques et techniques et activités de services administratifs et de soutien | 9       | 18,4 %  | (14,1 %)    |
| Administration publique, enseignement, santé humaine et action sociale                                    | 4       | 8,2 %   | (13,6 %)    |
| Autres activités de services                                                                              | 6       | 12,2 %  | (9,3 %)     |

Le secteur du commerce de gros et de détail, des transports, de l'hébergement et de la restauration est prépondérant sur la commune puisqu'il représente 30,6 % du nombre total d'établissements de la commune (15 sur les 49 entreprises implantées  à Castelsagrat), contre 29,7 % au niveau départemental.

#### Entreprises et commerces
Les deux entreprises ayant leur siège social sur le territoire communal qui génèrent le plus de chiffre d'affaires en 2020 sont : 
- SARL Marchiol Elagage, services d'aménagement paysager (554 k€)
- Accroche Toit, travaux de charpente (133 k€)

### Agriculture
La commune est dans le « Bas-Quercy de Montpezat », une petite région agricole couvrant une bande nord  du département de Tarn-et-Garonne. En 2020, l'orientation technico-économique de l'agriculture  sur la commune est la polyculture et/ou le polyélevage.
|               | 1988  | 2000  | 2010  | 2020  |
| ------------- | ----- | ----- | ----- | ----- |
| Exploitations | 58    | 39    | 28    | 30    |
| SAU (ha)      | 1 745 | 1 783 | 1 781 | 1 975 |

Le nombre d'exploitations agricoles en activité et ayant leur siège dans la commune est passé de 58 lors du recensement agricole de 1988  à 39 en 2000 puis à 28 en 2010 et enfin à 30 en 2020, soit une baisse de 48 % en 32 ans. Le même mouvement est observé à l'échelle du département qui a perdu pendant cette période 57 % de ses exploitations,. La surface agricole utilisée sur la commune a quant à elle augmenté, passant de 1 745 ha en 1988 à 1 975 ha en 2020. Parallèlement la surface agricole utilisée moyenne par exploitation a augmenté, passant de 30 à 66 ha.

## Culture locale et patrimoine

### Lieux et monuments
- Église de l'Assomption de Castelsagrat. L'édifice a été classé au titre des monuments historiques en 1972[41].
- Église Saint-Jean-Baptiste de Buzenou.
- Église Saint-Michel de Castelsagrat. L'édifice est référencé dans la base Mérimée et à l'Inventaire général Région Occitanie[42]. Plusieurs objets sont référencés dans la base Palissy[42].
- Arcades de la place de la Liberté.
- Monument aux morts.

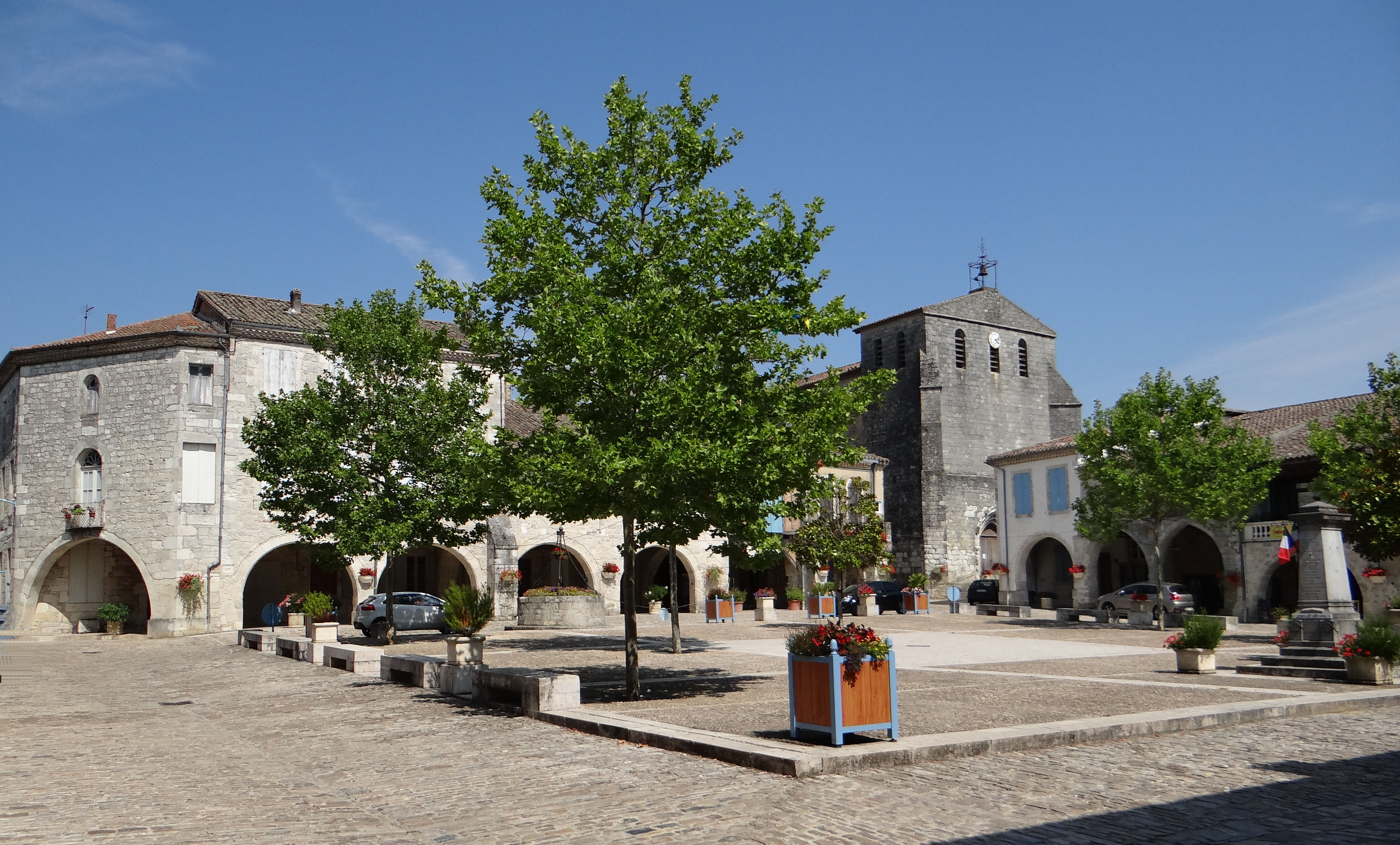
La place de la Liberté, le puits et l'église.
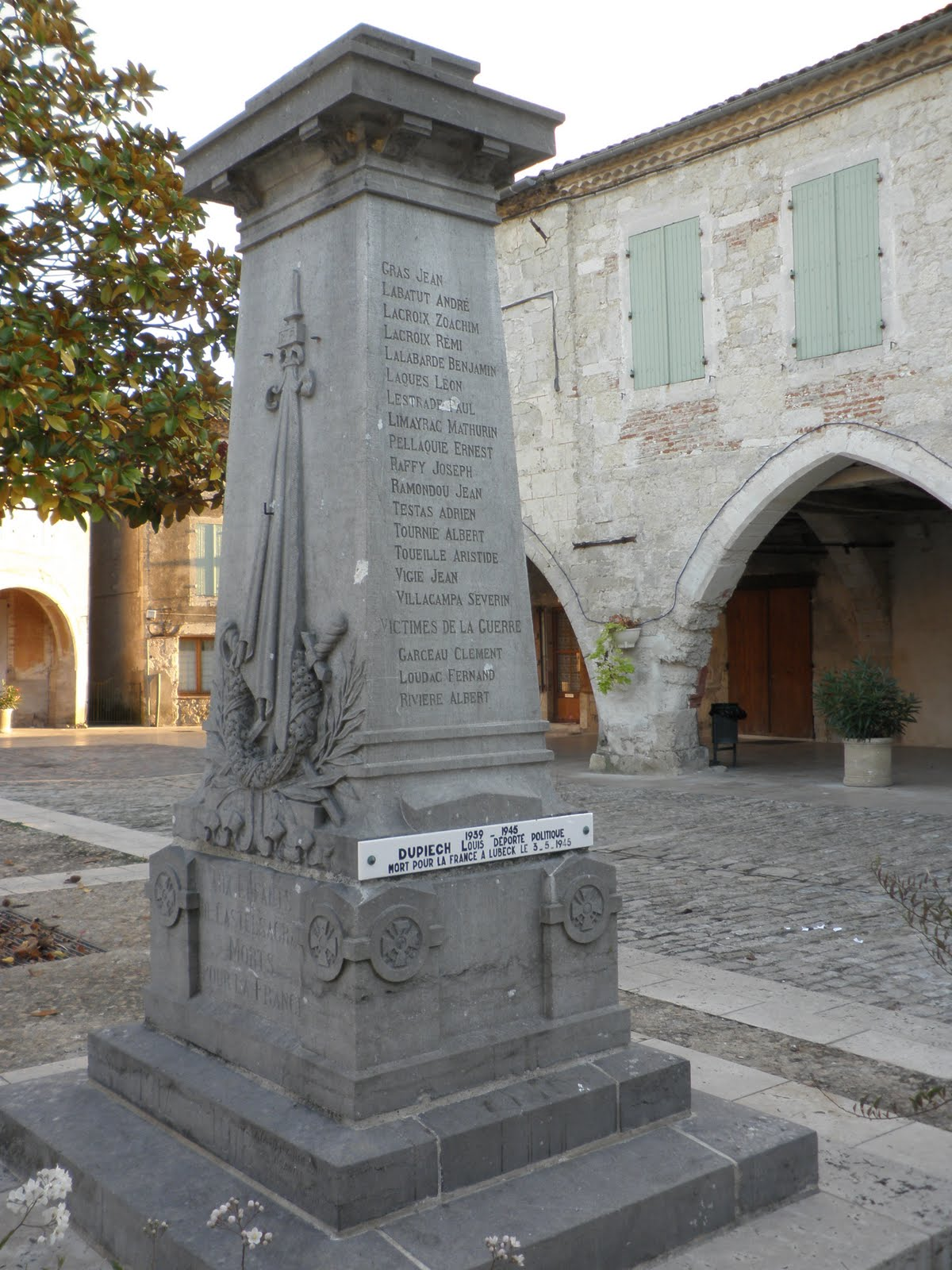
Le monument aux morts (octobre 2011).
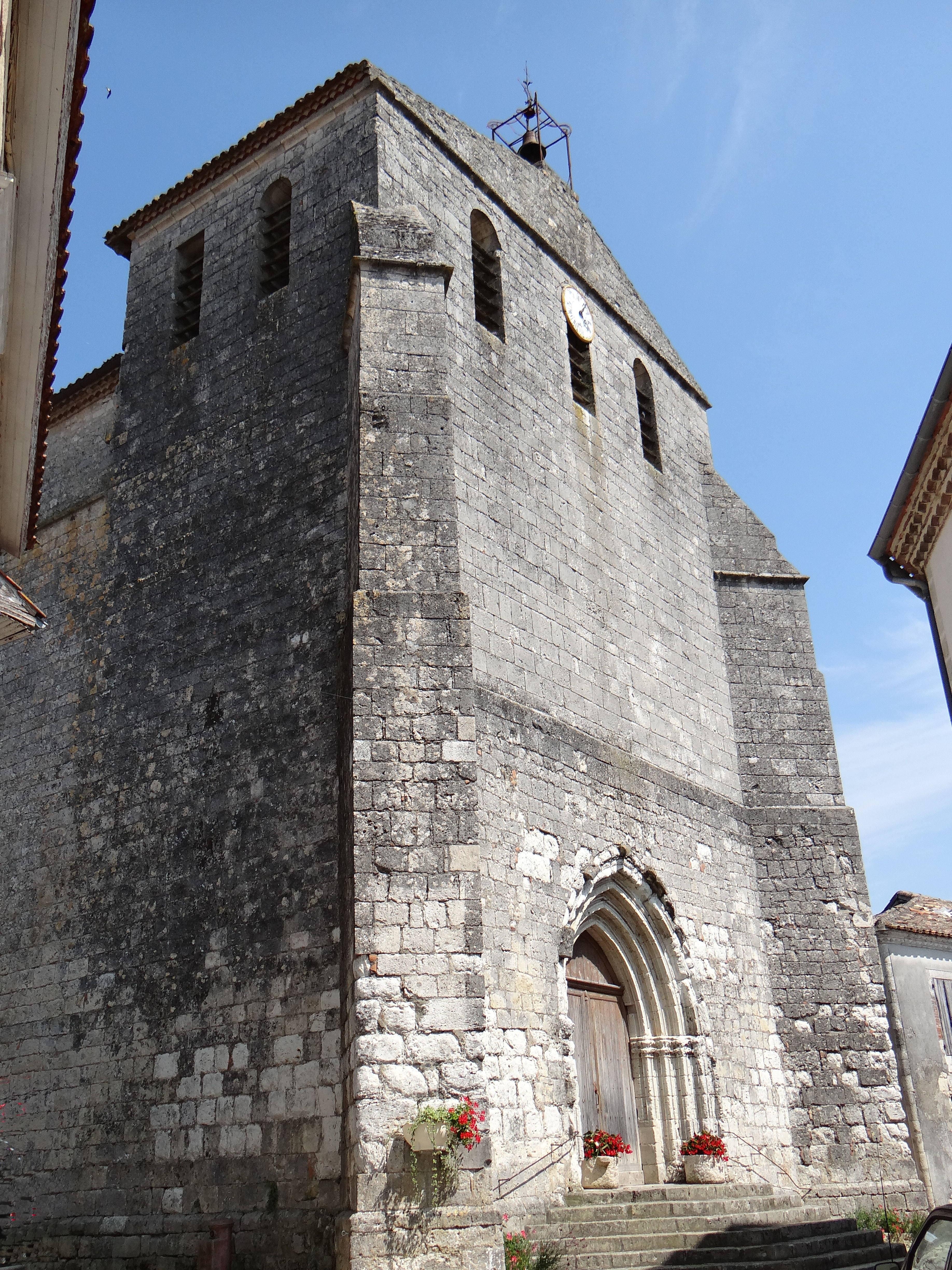
Église de l'Assomption

### Personnalités liées à la commune
- Louis Dupiech (1900-1945), Préfet résistant mort pour la France en déportation, né dans la commune. Son nom est gravé sur le monument aux morts et une rue porte également son nom.
- Michel Sitjar (1942-2019), joueur international de rugby à XV, né dans la commune.

### Héraldique
| Blason de Castelsagrat | Blason  | De gueules au château portillé d'argent flanqué de deux tours et surmonté de trois autres mal ordonnées du même, l'ensemble maçonné de sable, les tours ouvertes et ajourées aussi de sable, au chef cousu d'azur chargé de trois fleurs de lys d'or. |
| Blason de Castelsagrat | Détails | Le statut officiel du blason reste à déterminer. |

## Pour approfondir